# گارنیک مهرابیان
گارنیک قازاری مهرابیان(ارمنی: գառնիկ Ղազարի Մեհրաբեան؛ (۲۴ مهر ۱۳۱۶ – ۱۵ خرداد ۱۴۰۱) بازیکن بازنشسته فوتبال ارمنی‌تبار اهل ایران بود. مهرابیان بازیکن و مربی با سابقه فوتبال ایران و از بنیان‌گذاران تیم فوتبال آرارات تهران بود.
وی قبل از فعالیت در باشگاه فوتبال آرارات تهران در باشگاه فوتبال تاج تهران (استقلال تهران فعلی) بازی می‌کرد و سابقه عضویت در تیم ملی ایران را هم داشت. او در تیم ارامنه هم به عنوان بازیکن و هم به عنوان مربی فعالیت می‌کرد.

## زندگی‌نامه
وی در ۱۶ اکتبر ۱۹۳۷ در تهران به دنیا آمد. سال ۱۹۵۷ (۱۳۳۶) موفق به اخذ مدرک لیسانس تربیت بدنی از دانشگاه تهران گشت. سال ۱۳۵۲ موفق به کسب گواهی‌نامه مربیگری از فدراسیون بین‌المللی فوتبال شد. کلاس‌های مذکور در تهران توسط استنلی روس و پروفسور کرامر مربی اهل آلمان غربی دایر شد. وی در میان ۶۰ مربی از کشورهای مختلف آسیایی در مقام دوم جهانی قرار گرفت. وی در سال ۱۹۸۷ (۱۳۶۶) به ایالات متحده آمریکا مهاجرت نمود.

## فعالیت‌های ورزشی
- بین سال‌های ۶۳–۱۹۵۳ (۴۲–۱۳۳۲) یکی از بازیکنان اصلی تیم تاج بود و تیم مذکور پیج بار قهرمان مسابقات لیگ فوتبال ایران شد. همچنین در این مدت شش سال عضو تیم ملی ایران بود و همراه تیم در بازی‌های قهرمانی آسیایی سال ۱۳۳۵ هند حضور یافت
- بین سال‌های ۷۳–۱۹۶۳ (۵۲–۱۳۴۲) سرمربی تیم فوتبال باشگاه فرهنگی-ورزشی آرارات بود.
- بین سال‌های ۷۸–۱۹۷۳ (۵۷–۱۳۵۲) به عنوان کمک مربی و سرمربی تیم ملی و تیم ملی جوانان ایران فعالیت نمود که در نتیجه آن تیم ملی جوانان ایران قهرمانی بازی‌های آسیایی سال ۱۳۵۲ و قهرمانی بازی‌های آسیایی ۱۳۵۵ تهران را کسب نمود.
- تیم ملی جوانان ایران نیز دو سال متوالی (۱۳۵۳ و ۱۳۵۴) قهرمانی بازی‌های آسیایی را از آن خود کرد.
- بین سال‌های ۵۹–۱۳۵۷ مربی‌گیری تیم فوتبال ماشین‌سازی تبریز را برعهده داشت. وی همچنین مربی تیم جوانان آذربایجان بود که در نتیجه تعلیماتش ۱۲ نفر از اعضای گروه به عضویت تیم ملی فوتبال ایران درآمدند.
- بین سال‌های ۸۲–۱۹۸۰ (۶۱–۱۳۵۹) به‌طور همزمان کمک مربی و سرمربی تیم ملی فوتبال جوانان امارات متحده عربی و انجمن فوتبال این کشور بود که در بازی‌های لیگ فوتبال ملل خلیج فارس موفق به کسب مقام سوم گشت.
- بین سال‌های ۸۳–۱۹۸۲ (۶۲–۱۳۶۱) مربی‌گری باشگاه فرهنگی-ورزشی راس‌الخیمه را برعهده داشت.
- بین سال‌های ۶۵–۱۳۶۲ به عنوان سرمربی‌گری باشگاه ورزشی دبا الحصن در امارات متحده عربی منصوب گشت.
- بین سال‌های ۷۴–۱۳۶۵ سرمربی تیمی آماتور بود که چهار بار به مرحله نیم‌نهایی و سه بار به مقام قهرمانی رسید.
- طی سال‌های ۱۳۵۳، ۱۳۵۷ و ۱۳۵۸ به مدت سه سال به عنوان بهترین مربی سال انتخاب شد.

## درگذشت
وی در روز ۵ ژوئن ۲۰۲۲ (۱۵ خرداد ۱۴۰۱) در سن ۸۴ سالگی در گلندیل، کالیفرنیا درگذشت.